# 石嶺伝一郎

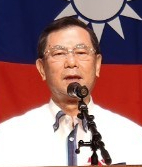
石嶺伝一郎

石嶺 伝一郎（いしみね でんいちろう、1949年4月26日 - ）は、沖縄電力相談役。沖縄県那覇市出身。琉球大学法文学部商学科卒業。

## 人物・経歴
沖縄県那覇市出身。沖縄県立那覇高等学校を経て、1972年に琉球大学法文学部商学科卒業後、琉球電力公社入社。2001年、沖縄電力取締役に就任。2005年に副社長、2007年に社長、2013年に会長に就任するとともに、一般社団法人南西地域産業活性化センターの会長に就任した。2019年会長を退任、相談役。
この間、2016年から那覇商工会議所会頭、沖縄県経済団体会議議長を務めた他、沖縄県商工会議所連合会会長、那覇空港拡張整備促進連盟会長、沖縄県振興審議会副会長、日本電気協会沖縄支部長なども歴任した。